# Settmarshausen

Luftaufnahme von Settmarshausen

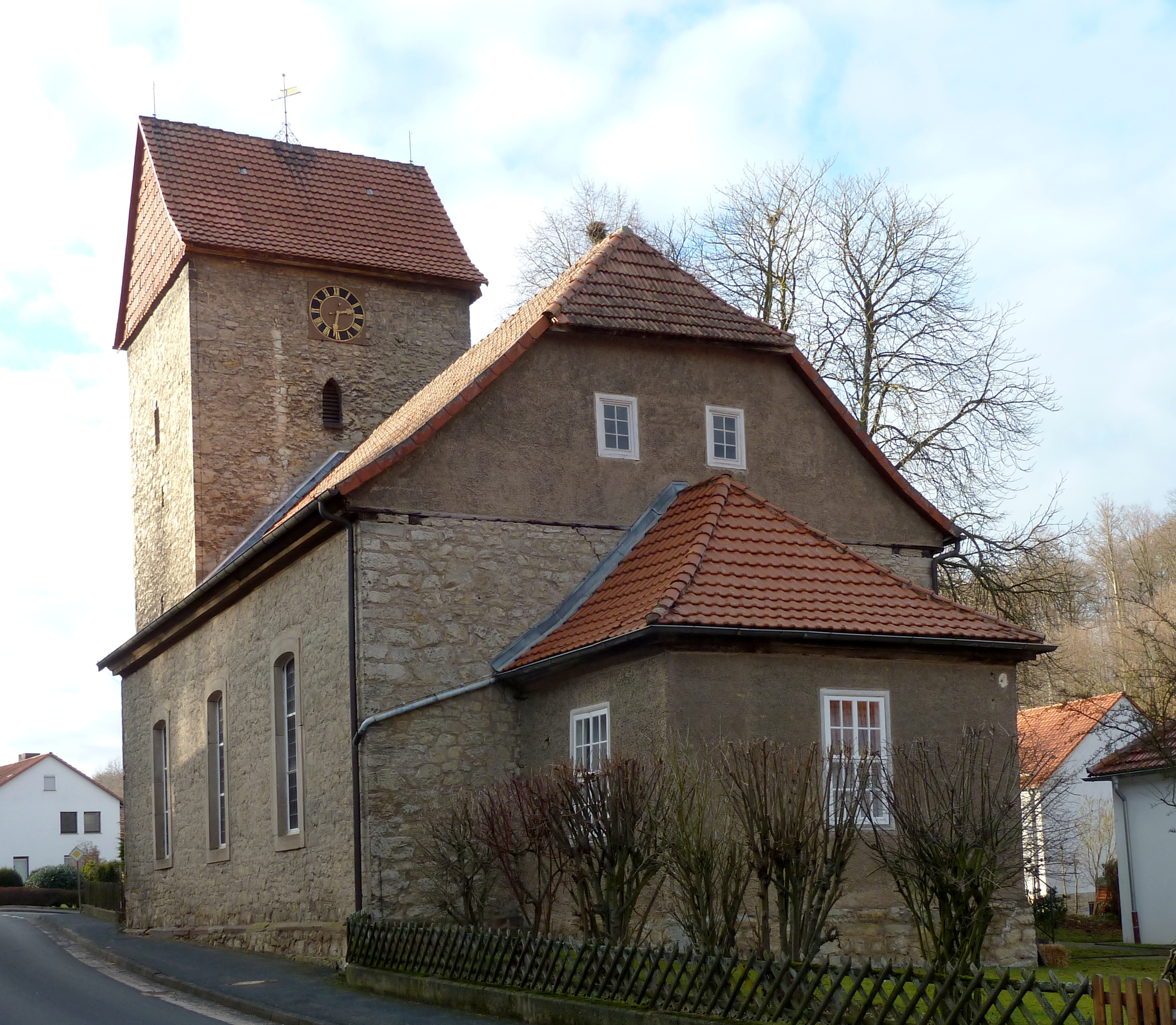
Kirche in Settmarshausen

Settmarshausen ist ein Ortsteil der Gemeinde Rosdorf im Landkreis Göttingen in Niedersachsen. Zu Settmarshausen gehören der Ortsteil Olenhusen und das Vorwerk Heißental.

## Lage
Settmarshausen liegt am nordöstlichen Rand des Naturparks Hann. Münden. Der Ort liegt zwischen der A 7, die 3 km entfernt östlich verläuft, und der B 3 von Göttingen nach Hann. Münden, die nördlich 2 km entfernt verläuft.

## Geschichte
Settmarshausen wurde erstmals am 18. Juni 1315 als Sehtmanneshusen genannt, als Rechte und Zugehörigkeit des Waldes zwischen den Orten Settmarshausen und Sydageshusen, der Wüstung Siedershausen bei Mengershausen, festgelegt wurden.
Am 1. Januar 1973 wurde Settmarshausen in die Gemeinde Rosdorf eingegliedert.

## Ortsrat
Settmarshausen hat gemeinsam mit Olenhusen und dem Vorwerk Heißental einen fünfköpfigen Ortsrat, der seit der Kommunalwahl 2021 ausschließlich von Mitgliedern der "Bürgerliste Settmarshausen" besetzt ist.

## Kirche
Die evangelische Kirche ist ein saalartiges Langhaus. Es wurde im Jahr 1774 an den ehemals gotischen Wehrturm angebaut. Im Turm befindet sich ein Grabgewölbe der adligen Familie Götz von Olenhusen.